# Dianthus viridescens
Dianthus viridescens är en nejlikväxtart som beskrevs av G. C. Clementi. Dianthus viridescens ingår i släktet nejlikor, och familjen nejlikväxter. Inga underarter finns listade i Catalogue of Life.